# Nanatsuboshi in Kyūshū
Le Sept Étoiles de Kyushu (ななつ星ｉｎ九州, Nanatsuboshi in Kyūshū) est un train de luxe d'excursion en wagon-lit exploité par la Kyushu Railway Company (JR Kyushu) au Japon depuis octobre 2013 ,. Il fait partie de la série des trains de luxe Design & Stories de JR Kyushu. 

## Présentation
Le Nanatsuboshi est un train de luxe comportant 14 suites, dont deux de luxe. Les prix varient entre 315 000 et 950 000 yens (2 500 à 7 700 euros). La demande est dix fois plus importante que le nombre de places disponible, et l'attribution des billets se fait par un système de loterie. La clientèle est aisée, âgée, et Japonaise, même si certaines suites sont réservées à la clientèle étrangère. Le service est pourtant déficitaire, mais la compagnie se refuse à augmenter les prix, arguant de retombées positives sur l'image de la compagnie.
Entre sa mise en service et février 2019, le train transporta 12 747 personnes.

## Conception

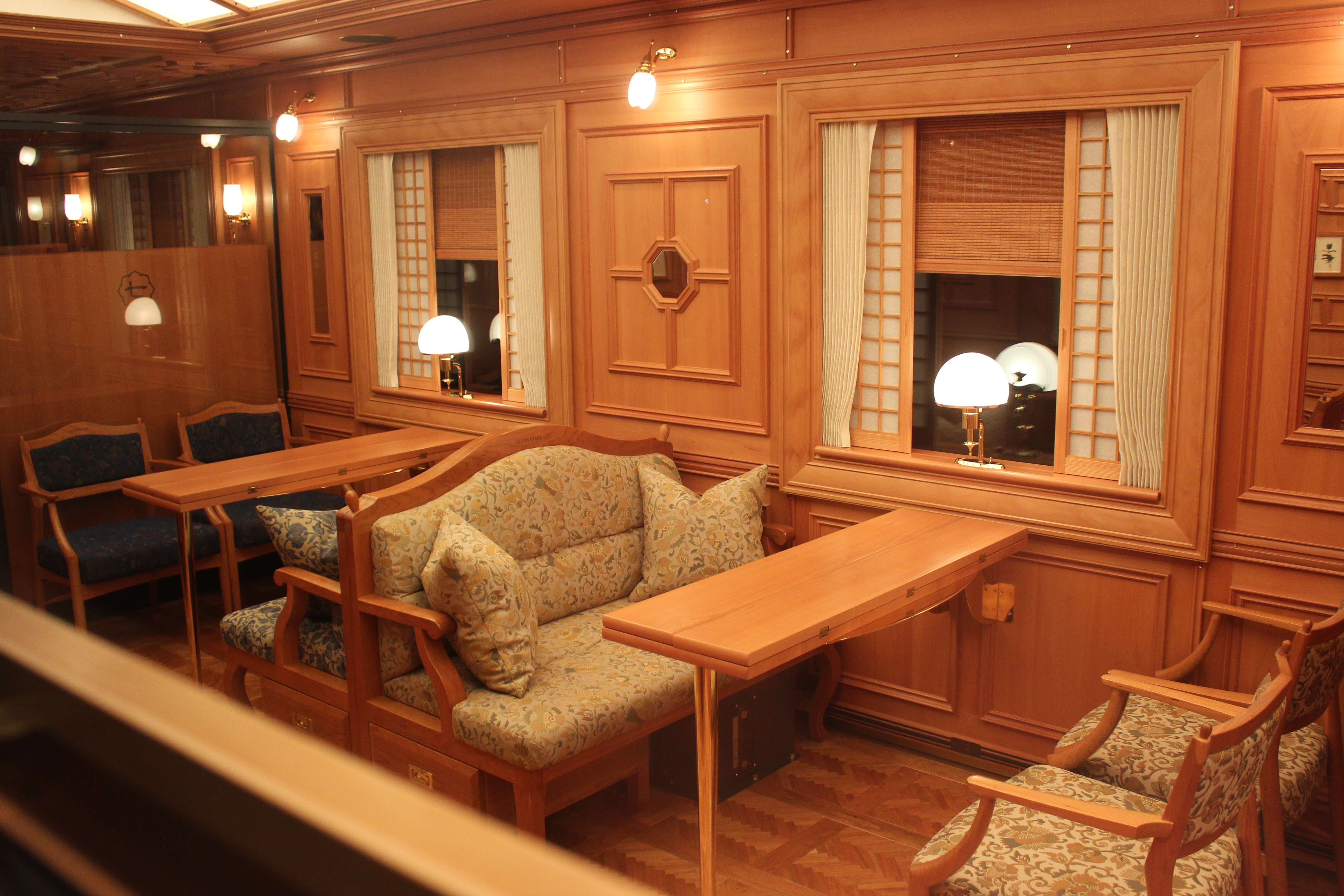
Intérieur de la voiture numéro 2 (restaurant)

La conception du train et son concept a été supervisée par le designer industriel Eiji Mitooka. Le nom du train est dérivé des sept préfectures de Kyushu et du fait que le train est composé de sept voitures. 
La locomotive diesel dédiée du train, la DF200-7000, a été construite par Kawasaki Heavy Industries à Kobe, sur la base de la locomotive classe DF200, modifiée pour une utilisation à Kyushu et peinte en marron foncé. Elle fut achevée en juillet 2013. Les voitures sont des rames automotrices électriques, dont le corps est à rapprocher de la série 817 EMU, et sont montées sur des bogies EMU de la série 787.  La fabrication des rames de voyageurs a été partagée entre Hitachi à Kudamatsu, Yamaguchi et Kokura Works de JR Kyushu à Kitakyushu.  
L'intérieur du train est en parquet et en boiseries, recouvert d'un treillage de type kumiko. La vaisselle vient de la maison Kakiémon d'Arita, et les plats sont confectionnés par des chefs résidant à proximité des lieux où le train s'arrête.

## Composition du train
Le train est formé de la locomotive DF200-7000 et de sept voitures : cinq voitures-lits, une voiture-salon et une voiture-restaurant , pour une capacité totale de 28 passagers. La voiture en queue du train, extrêmement demandée, comprend deux suites de luxe avec des fenêtres d'observation au bout. Toutes les suites ont leurs propres toilettes et douches, conçues en porcelaine par feu Sakaida Kakiemon XIV,. Le coût total de la construction du train était d'environ 3 milliards de yens,. 
Le train se compose des éléments suivants :   
| Voiture n° | Code            | Type             | Fabricant | Poids (t) | Fonctions                                                        |
| ---------- | --------------- | ---------------- | --------- | --------- | ---------------------------------------------------------------- |
| 1          | MaI 77-7001     | Voiture lounge   | JR Kyushu | 45,3      | avec piano, comptoir de bar (le Blue Moon) et zone d'observation |
| 2          | MaShiFu 77-7002 | Wagon-restaurant | JR Kyushu | 45,2      | avec toilettes                                                   |
| 3          | MaINe 77-7003   | Voiture-lit      | JR Kyushu | 45,4      | 3 suites, salle de douche                                        |
| 4          | MaINe 77-7004   | Voiture-lit      | Hitachi   | 44,3      | 3 suites, toilettes                                              |
| 5          | MaINe 77-7005   | Voiture-lit      | Hitachi   | 44,3      | 3 suites                                                         |
| 6          | MaINe 77-7006   | Voiture-lit      | Hitachi   | 44,2      | 3 suites, toilettes                                              |
| sept       | MaINeFu 77-7007 | Voiture-lit      | Hitachi   | 45,1      | 2 suites de luxe, mini cuisine, salle d'équipage                 |

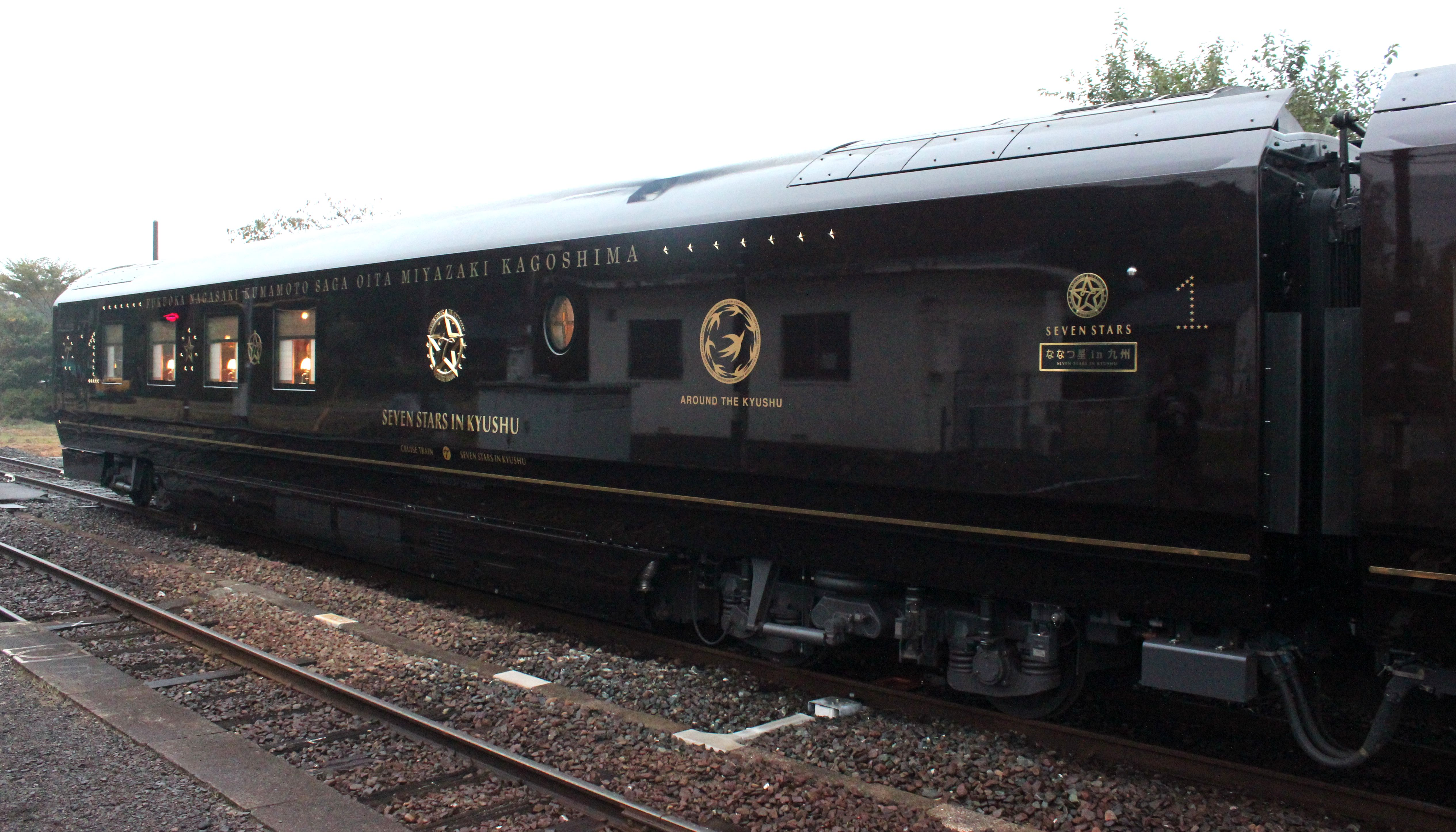
MaI 77-7001 (voiture 1)
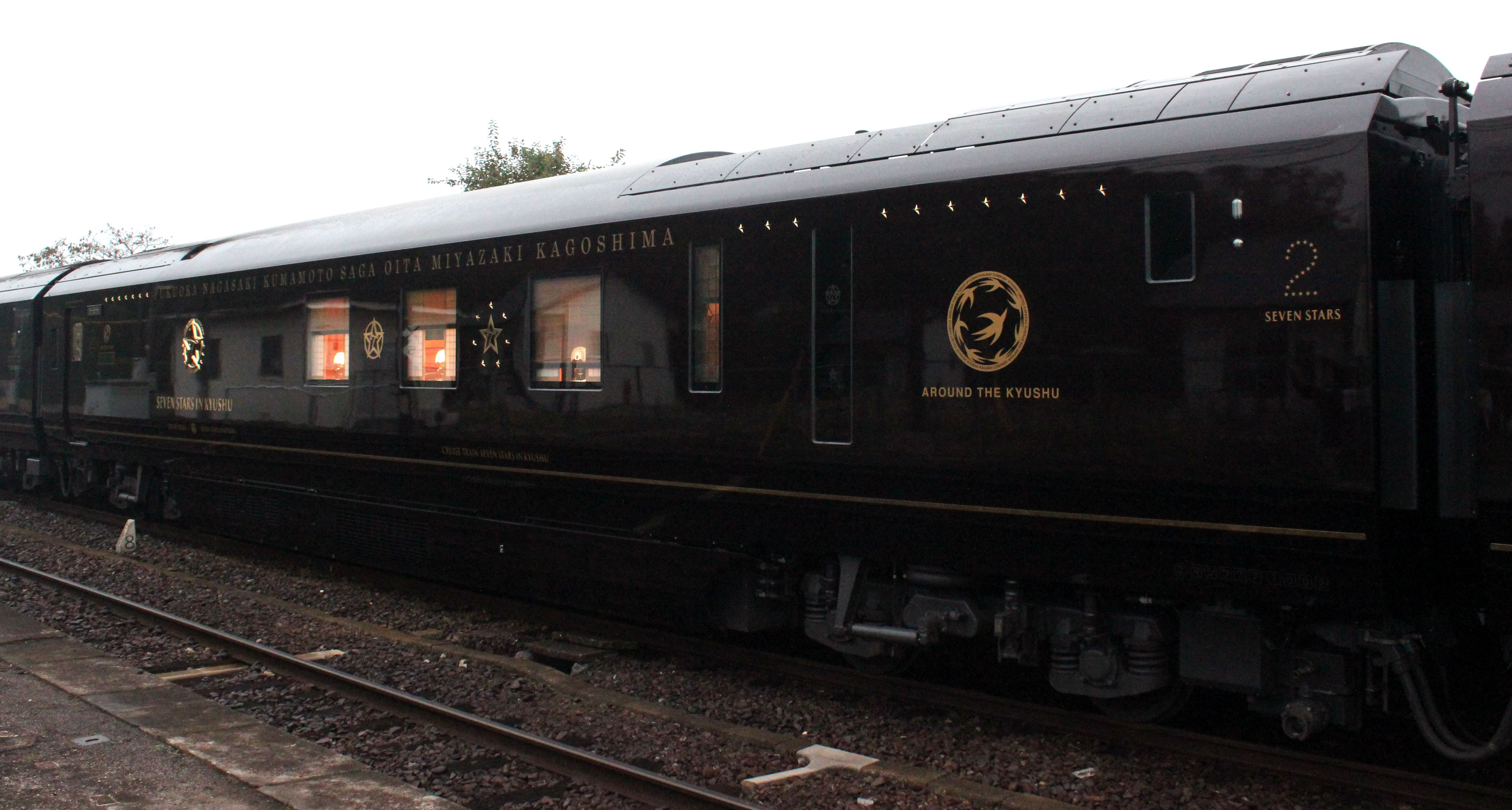
MaShiFu 77-7002 (voiture 2)
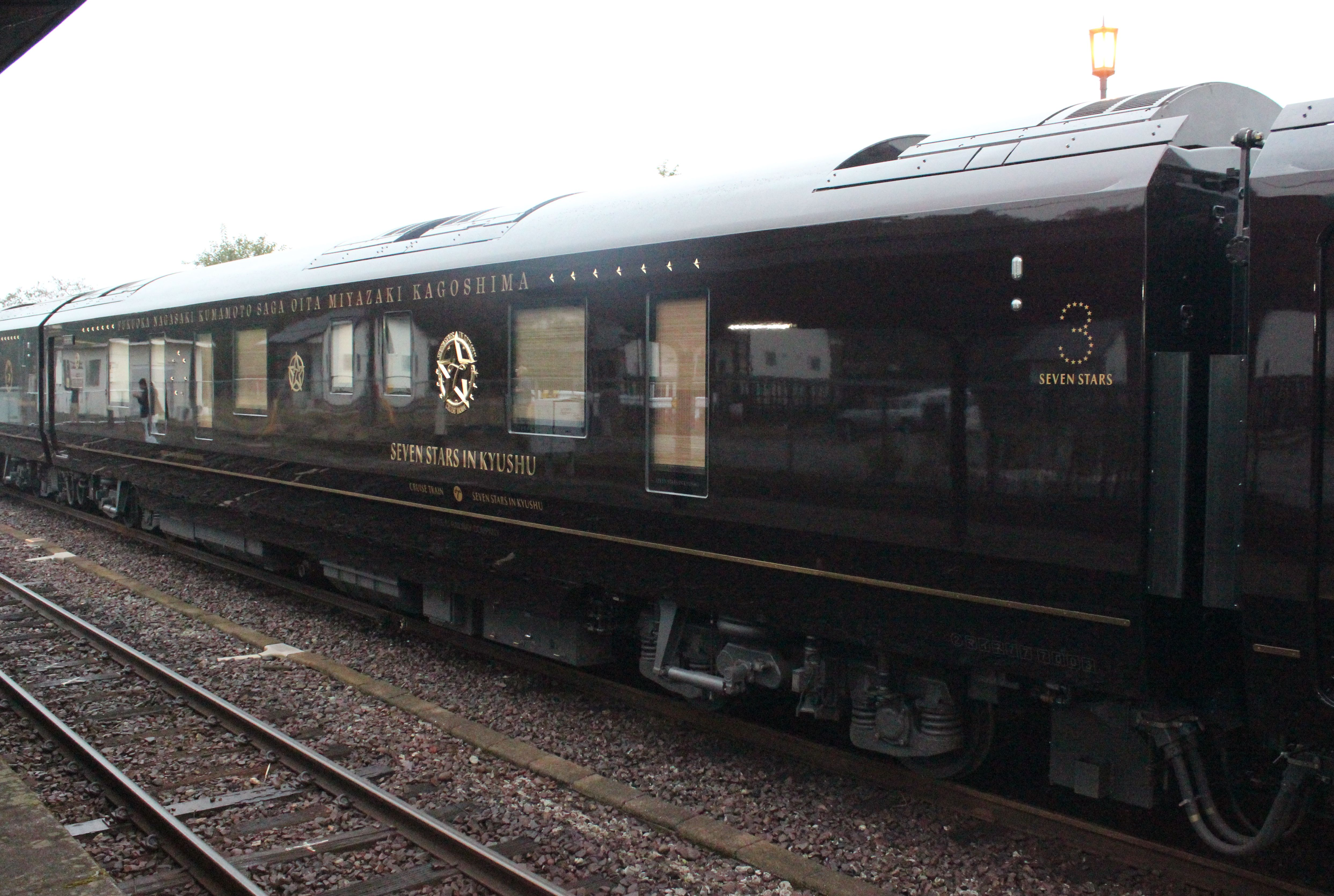
MaINe 77-7003 (voiture 3)
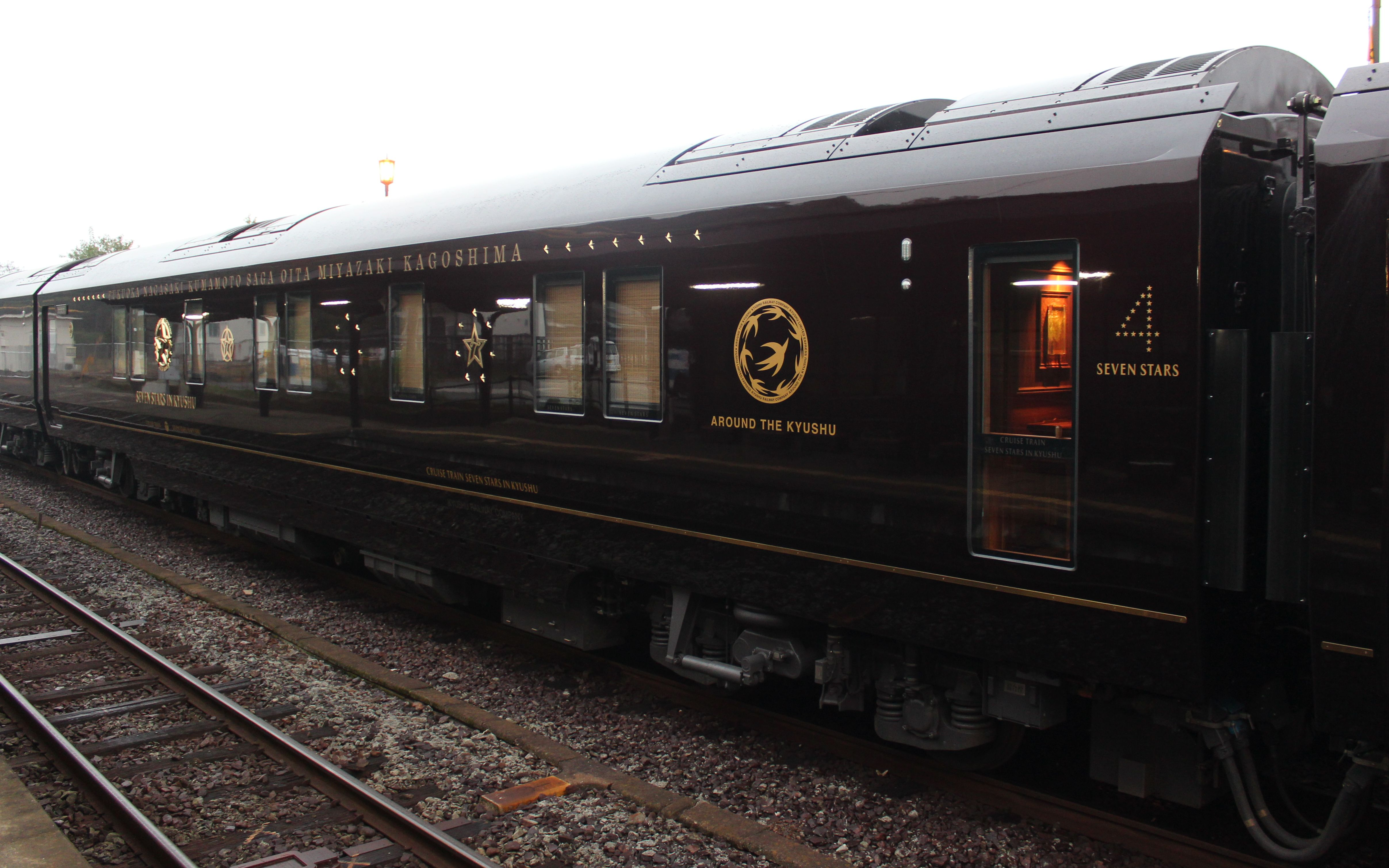
IMaINe 77-7004 (voiture 4)
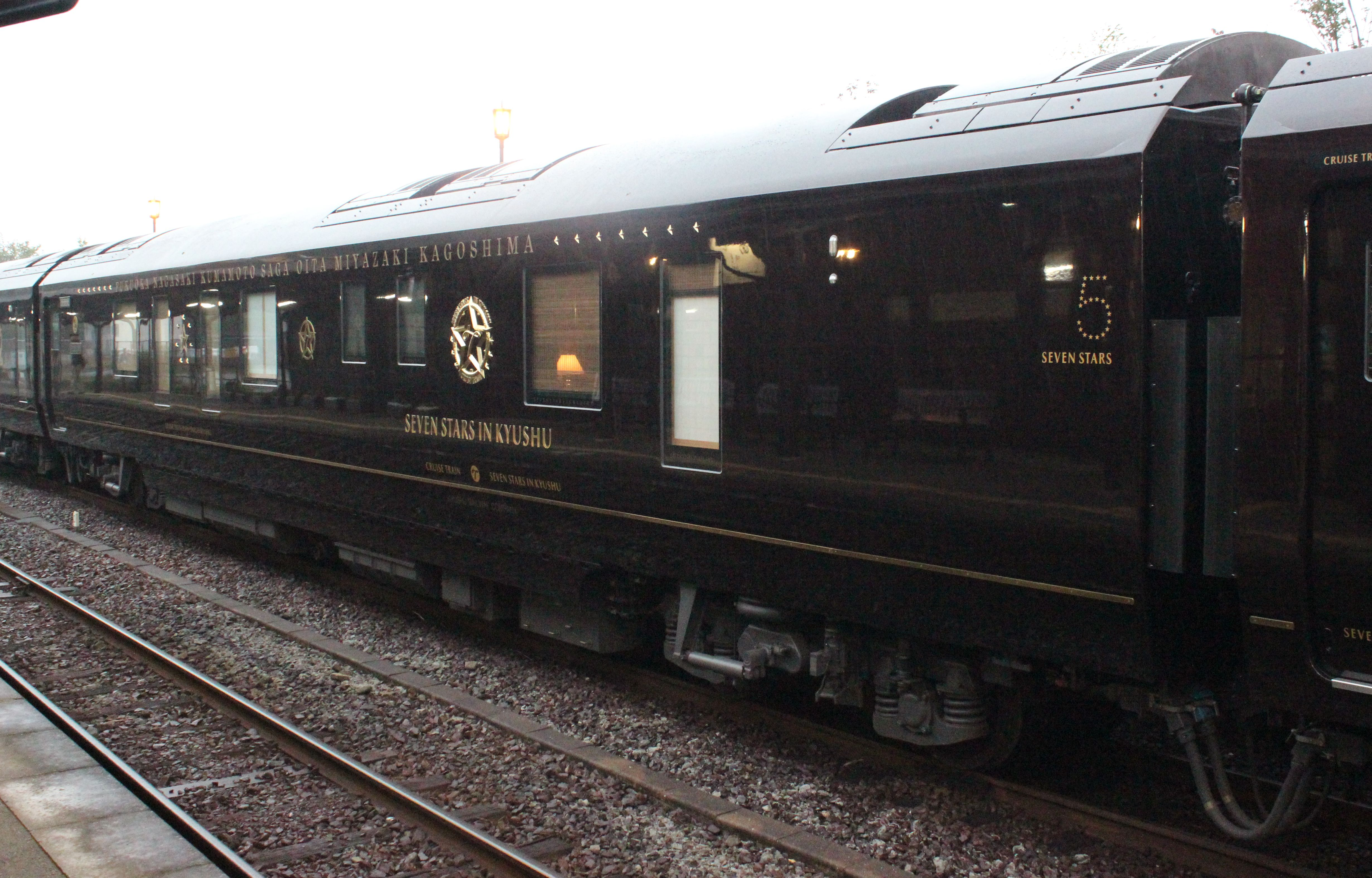
MaINe 77-7005 (voiture 5)
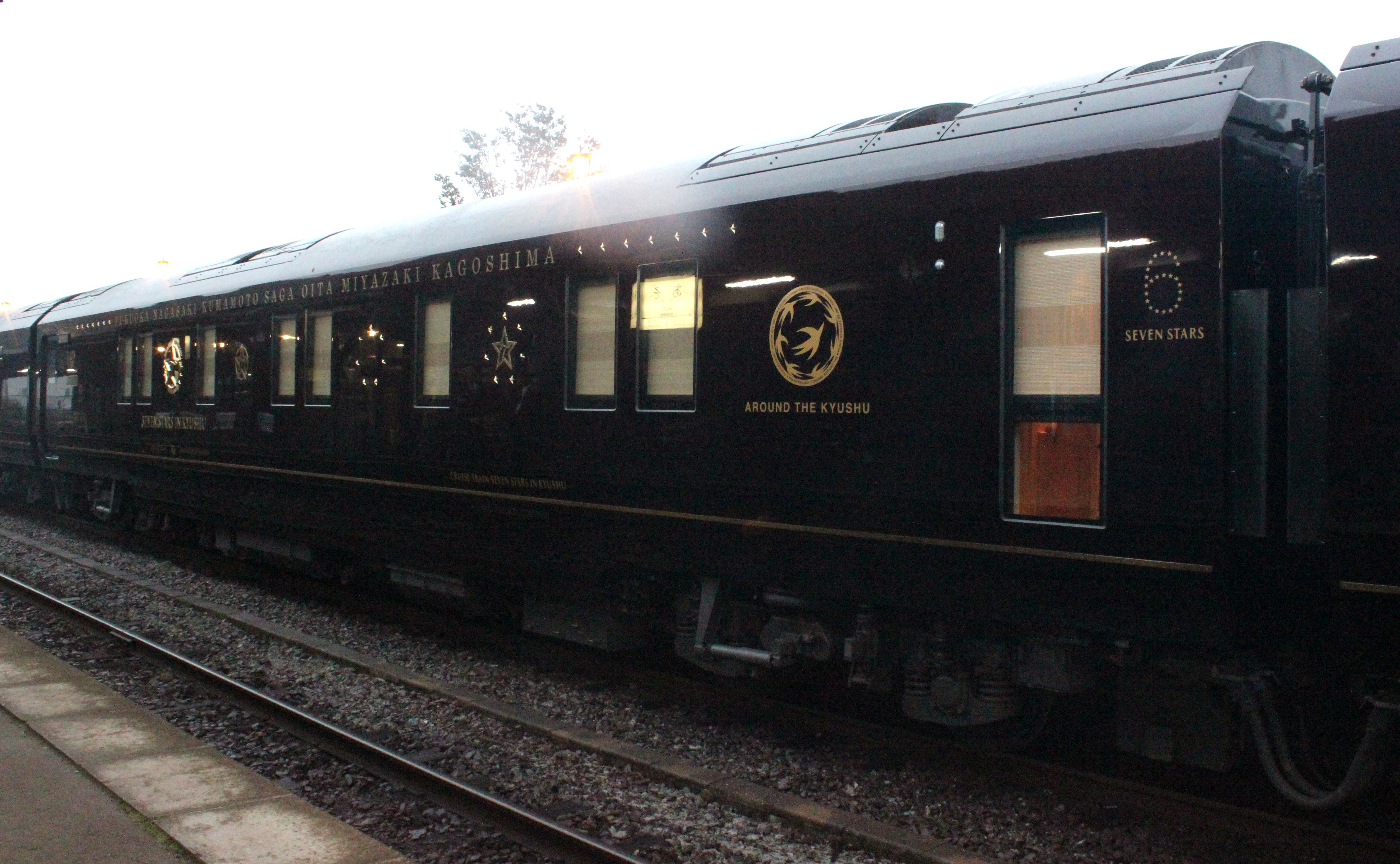
MaINe 77-7006 (voiture 6)
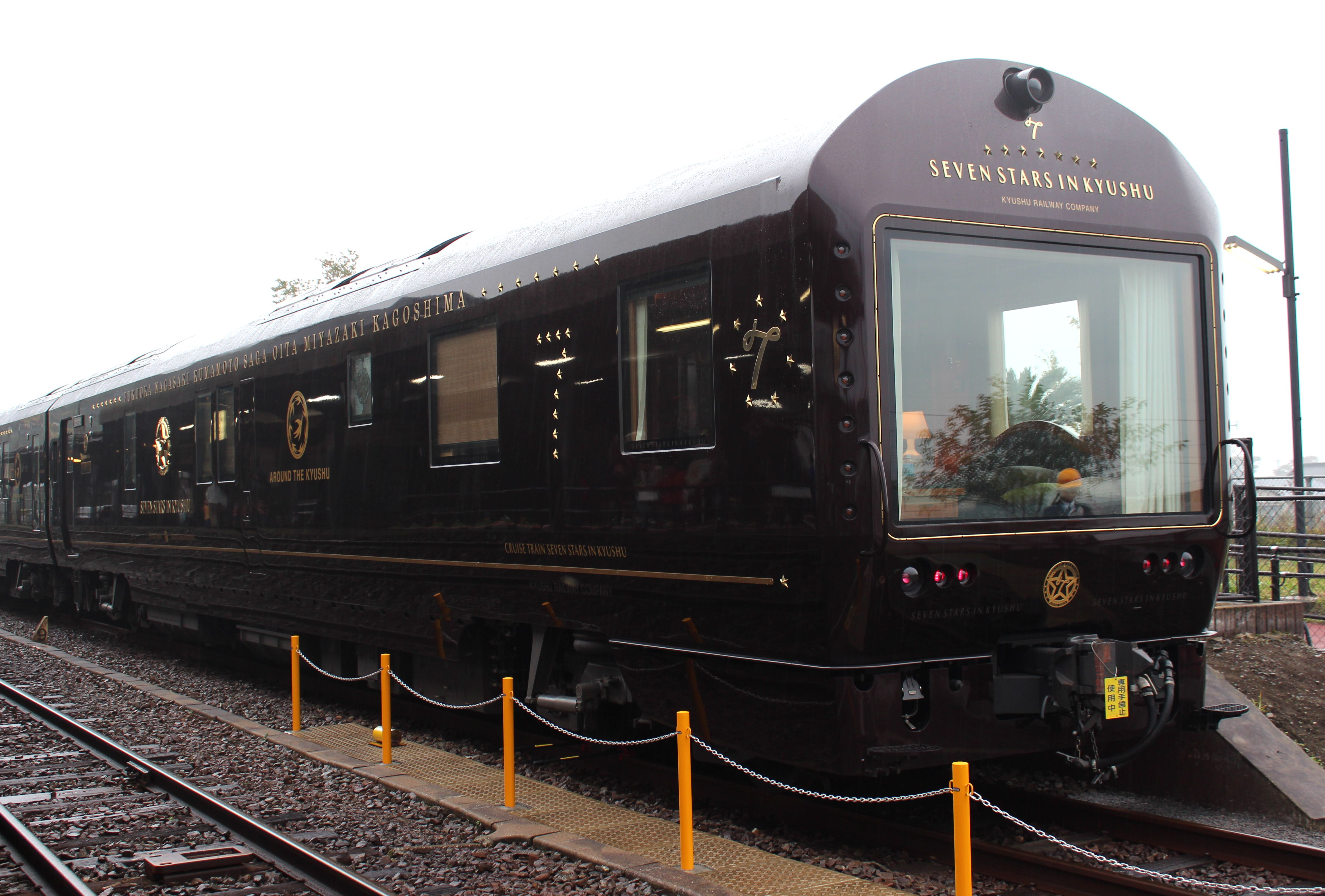
MaINeFu 77-7007 (voiture 7)

## Trajet

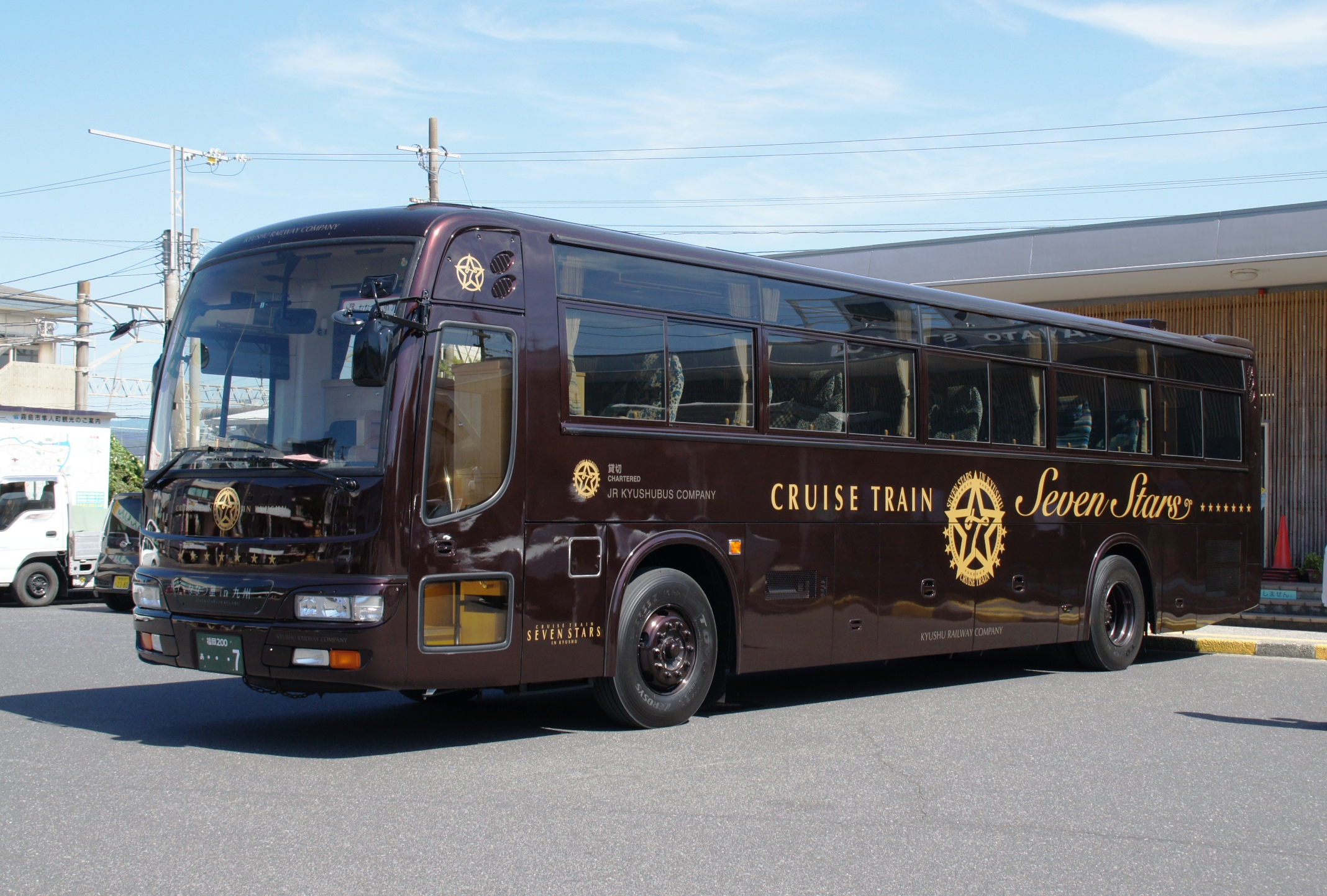
Un autocar de tourisme dédié à l'usage des passagers du Nanatsuboshi.

Le train réalise des boucles de deux ou quatre jours sur Kyushu, en commençant et en terminant à la gare de Hakata.  Des circuits en autocar sont proposés à partir des différentes stations tout au long du parcours.  

### Itinéraire sur 2 jours
Jour 1
Hakata → Nagasaki
Jour 2
Aso → Yufuin → Hakata

### Itinéraire sur 4 jours
Jour 1
Hakata → Yufuin
Jour 2
Miyazaki → Miyakonojō → Hayato
3e jour
Hayato → Kagoshima-Chuo  → Kagoshima
Jour 4
Aso → Bungo-Mori → Hakata

## Histoire

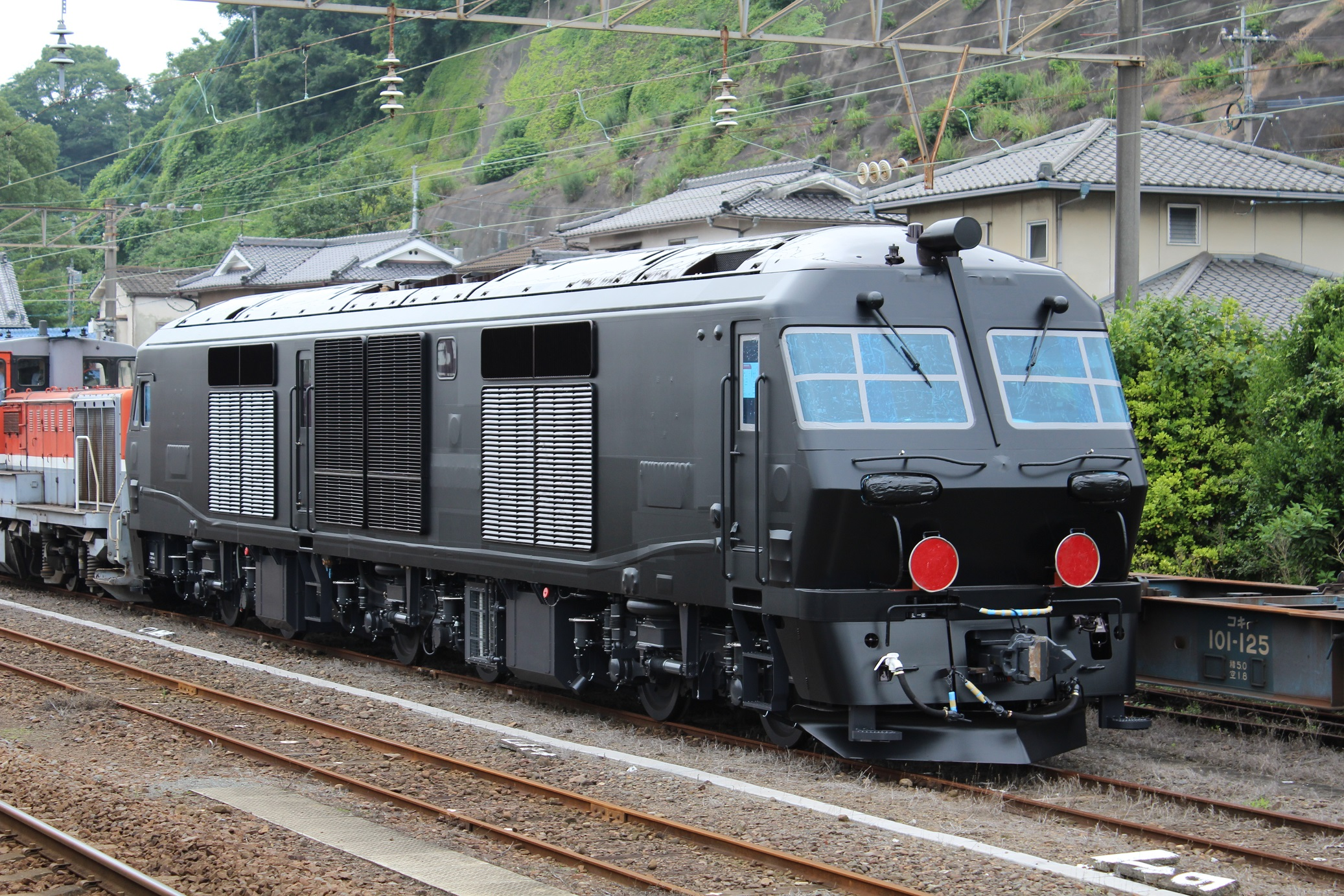
Livraison d'une DF200-7000 recouverte d'un film protecteur noir, juillet 2013

La locomotive diesel de classe DF200-7000 dédiée à train a été livrée au dépôt Oita de JR Kyushu par la Kawasaki Heavy Industries Rolling Stock Company à Kobe le 2 juillet 2013. Le 18 juillet 2013, quatre rames ont été livrés depuis l'usine Kudamatsu d'Hitachi. Le train est entré en service le 15 octobre 2013.